# Finska nogometna reprezentacija
Finska nogometna reprezentacija  je nacionalni nogometni sastav Finske, pod vodstvom Finskog nogometnog saveza (fin. Suomen Palloliitto, šve. Finlands Bollförbund). 
Finska je punopravna članica UEFA-e i FIFA-e, kontinentalnih i međunarodnih nogometnih saveza, te nosi Fifin kod - FIN. Službeni domaći stadion je Olimpijski stadion u Helsinkiju. Najniži rang na FIFA-inoj ljestvici, Finska je imala u prosincu 1996. (79.), dok je najviši rang postignut u ožujku 2007. (33.). Najviši rang prema Elo ljestvici, Finska je imala u ožujku 2002. – 30. mjesto, dok je najniži rang postignut tijekom 1962. i 1963. – 125. mjesto. Finska je trenutna prema Elo ljestvici na 55. mjestu.
Finska se u svojoj nogometnoj povijesti nikada nije plasirala u samu završnicu Svjetskog prvenstva, ali je sudjelovala na 4 Olimpijska turnira. Također, smatra se jednom od najslabijih nogometnih reprezentacija Europe u posljednjih nekoliko desetljeća. Možda je razlog tome, to što nogomet nije napopularniji sport među finskim gledateljima, te je kao takav imao status amaterskog sporta u zemlji. Tek posljednjih 15 godina, od ulaska Finske u EU i uvođenjem Bosmanovog pravila, finski igrači imaju značajnu mogućnost da igraju u najjačim ligama Europe.
U studenom 2019. godine je Finska s pobjedom nad Luksemburgom se prvi puta plasirala na Europsko prvenstvo.

## Povijest
Finski nogometni savez osnovan je 1907., dok je članom FIFA-e, međunarodne organizacije postao 1908., unatoč činjenici da je u to vrijeme Finska još uvijek bila autonomna u obliku Velikog vojvodstva unutar Ruskog Carstva, sve do nezavisnosti 1917.
Prva međunarodna utakmica odigrana je protiv susjedne Švedske 22. listopada 1911. u Helsinkiju (poraz Finske rezultatom 2:5).
Na Olimpijskim igrama u Stockholmu 1912., Finska je osvojila četvrto mjesto. Nakon pobjeda protiv Italije i Rusije, Finska gubi u polufinalu od reprezentacije Velike Britanije. U borbi za broncu, Finska je teško poražena od Nizozemske, rezultatom 9:0. Finski reprezentativci smatrali su da se utakmica za 3. mjesto igra dan kasnije, tako da su večer prije utakmice izašli van. Posljedica toga bio je težak poraz. Međutim, mladi 17-ogodišnji finski reprezentativac Eino Soinio izabran je u All-Star momčad Olimpijskog turnira, prema odabiru švedskih dnevnih novina Idrottsbladet.
Na Olimpijskim igrama 1936. u Berlinu, Finska sudjeluje drugi puta, ali poražena je od Perua već u prvom krugu. Kroz kvalifikacije za Svjetsko prvenstvo 1938. u Francuskoj, Finska je tražila plasman na sam Mundijal. Međutim, reprezentacija nije osvojila ni jedan bod.
Tijekom 1950-ih i 1960-ih, Finska je ostvarivala mizerne rezultate. 1952. Helsinki je bio grad domaćin Olimpijskim igrama, a domaćin je već na samom početku poražen od Austrije, te eliminiran iz daljnjeg natjecanja.
Jedini značajniji rezultat tijekom tog razdoblja (1950-e i 1960-e) bila su osvajanja naslova prvaka na neslužbenom Nordijskom prvenstvu 1952., 1964. i 1966.
Nakon što su mnoge zapadne zemlje bojkotirale Olimpijske igre u Moskvi 1980., Finska je pozvana da sudjeluje na nogometnom turniru. Nažalost, reprezentacija nije prošla dalje od skupine.

## Nadimak
Finska reprezentacija ima nadimak "Huuhkajat" (fin. Euroazijske sove). Naime, nadimak im je preuzet od euroazijske sove Bubi koja živi na tornju Olimpijskog stadiona u Helsinkiju. Sova se prvi puta "javno" pojavila na stadionu 2007. na kvalifikacijskoj utakmici između Finske i Belgije. Sovina prisutnost nakratko je prekinula utakmicu, no kada je utakmica nastavljena, Finska je pobijedila Belgiju rezultatom 2:0. Mnogi vjeruju da im je upravo sova Bubi pomogla.
Bubi je proglašen helsinškim "Stanovnikom godine" za 2007., te je na iznenađenje gledatelja, posjetio svečanu ceremoniju dodjeljivanja nagrada na stadionu. Sova je ime dobila po znanstvenom imenu te vrste ptica - Bubo bubo, te nadimku finskog sportskog komentatora, Brora-Erika "Bubija" Walleniusa.

## Stadioni
Većinu domaćih reprezentativnih utakmica, Finska igra na Olimpijskom stadionu u Helsinkiju. To je glavni stadion finske reprezentacije. Stadion je izgrađen 1938., a na njemu su se 1952. održavale Olimpijske igre. Prije tog stadiona, Finska je uglavnom koristila Töölön Pallokenttä stadion, također u Helsinkiju.
Danas Finska domaće utakmice protiv slabijih protivnika održava na Ratina stadionu u Tampereu. Helsinški Finnair stadion, također se koristi za neke kvalifikacijske i prijateljske utakmice.

## Europska prvenstva

### Kvalifikacije za EP
U sustav kvalifikacija za Europsko prvenstvo, Finska je krenula u kvalifikacijskom ciklusu za Euro 1968. Međutim reprezentacija je tek 1978. ostvarila prvu pobjedu u kvalifikacijama.
Tijekom 1970-ih i 1980-ih nacionalna momčad je donekle poboljšala rezultate. Za plasman na Euro 1980., Finskoj je nedostajao svega bod u kvalifikacijama.
Richard Møller Nielsen, europski prvak s Danskom 1992., vodio je reprezentaciju kroz kvalifikacije za Euro 2000. U tom razdoblju, Finci su ostvarili senzacionalnu pobjedu protiv Turske u gostima. Međutim, Finska nije bila dovoljno jaka da se "suprotstavi" Njemačkoj i Turskoj, koje su se u konačnici plasirale na spomenuti turnir.
Očekivanja finske reprezentacije porasla su prije početka kvalifikacija za Euro 2004. Tome su pridonijele i pobjede u prijateljskim utakmicama protiv Norveške, Belgije i Portugala. Međutim, Finska je kvalifikacije započela porazima od Walesa i SRJ. Nakon toga uslijedila su dva poraza od Italije, te domaća 3:0 pobjeda protiv SRJ. Finska je završila kvalifikacije kao četvrta u skupini.
U kolovozu 2005. najavljeno je da će Englez Roy Hodgson postati novi finski izbornik. Mandat mu je započeo u siječnju 2006. Nakon neuspjeha u kvalifikacijama za Euro 2008., Hodgson je smijenjen. U tim kvalifikacijama, Finska se natjecala u skupini A protiv Portugala, Poljske, Srbije, Belgije, Armenije, Azerbajdžana i Kazahstana. Finska je dobro otvorila kvalifikacije, pobijedivši Poljsku u gostima, rezultatom 3:1, te remiziravši protiv Portugala s 1:1 kod kuće. Finci nakon toga osvajaju četiri boda na teškim gostovanjima kod Armenije i Kazahstana (0:0 s Armenijom, 2:0 s Kazahstanom). 15. studenog 2006., Finska kod kuće pobjeđuje Armeniju s 1:0 te je tako ostala jedina neporažena nacija u kvalifikacijama. U prvoj utakmici kvalifikacija u 2007. Finska je izgubila od Azerbajdžana 1:0. Bila je to jedna od najgorih utakmica u finskoj nogometnoj povijesti. Početkom lipnja momčad je s 2:0 izgubila od Srbije u utakmici odigranoj kod kuće. Time je i za Finsku uklonjena mogućnost da kroz sustav kvalifikacija može nastupiti na završnom turniru. Međutim, u sljedećoj utakmici protiv Belgije, Finska pobjeđuje s 2:0, te se rađa nova nada u mogući preobrat. Slijedi serija pobjeda, uključujući 2:1 pobjedu protiv Azerbajdžana. Uslijedila je važna utakmica protiv Portugala u gostima, u kojoj je samo pobjeda mogla jamčiti Fincima da mogu ući u dodatne kvalifikacije. Međutim, utakmica je završila bez pogodaka i Finska se i ovaj put nije uspjela kvalificirati. Kao važan čimbenici koji su do toga doveli, bili su poraz od Azerbajdžana i dva neriješena rezultata protiv Portugala, u kojima je Finska ispustila važnih 7 bodova.
Unatoč svemu, Finska je veoma napredovala u tim kvalifikacijama, te ju je 2007. FIFA proglasila reprezentacijom koja je najviše napredovala u tekućoj godini.

### Europsko prvenstvo 2020. godine
U kvalifikacijama za Europsko prvenstvo u 2020. Finci su se uspjeli kvalificirati za turnir. Pobjedom protiv Lihtenštajna s 3:0, kolo prije kraja natjecanja u skupini J osigurali su drugo mjesto iza pobjednika skupine Italije. Napadač Teemu Pukki je zabio devet golova u kvalifikacijama.

## Svjetska prvenstva

### Kvalifikacije za SP
U kvalifikacijama za Svjetsko prvenstvo 1986. u Meksiku, Finskoj je nedostajalo svega dva boda da se plasira na završni turnir.
Sredinom 1990-ih, Finska ima sve više igrača koji igraju u jakim europskim ligama. Predvodnik tog vala bio je Jari Litmanen, tada zvijezda nizozemskog Ajaxa. Trener Richard Møller Nielsen koji je s Danskom 1992. osvojio naslov europskog prvaka, vodio je Finsku kroz kvalifikacije za Mundijal 1998. Reprezentacija je u tom razdoblju ostvarila solidne rezultate kao što su gostujuća pobjeda protiv Švicarske i remi protiv Norveške. Upravo je bod protiv Norveške veoma respektabilan za Finsku, kao "nenogometnu zemlju", budući da su Norvežani na Svjetskom prvenstvu s rezultatom 2:1 pobijedili Brazil, kasnijeg viceprvaka svijeta.
U posljednjoj utakmici kvalifikacija, Finska je kod kuće trebala pobijediti Mađarsku kako bi se plasirala u doigravanje, odnosno dodatne kvalifikacije. Reprezentacija je dugo vodila rezultatom 1:0, no u sudačkoj nadoknadi postignut je autogol, te su snovi o dodatnim kvalifikacijama i mogućem plasmanu na Mundijal - raspršeni.
Antti Muurinen naslijedio je Richarda Nielsena na finskoj klupi 2000. godine. Izbornik je tada imao na raspolaganju vjerojatno najbolju finsku nogometnu generaciju. Uz legendarnog Litmanena, tu generaciju činili su Antti Niemi, Sami Hyypiä, Teemu Tainio i Mikael Forssell. Momčad je unatoč teškom ždrijebu, nastupala prilično dobro u kvalifikacijama za Mundijal 2002. Od značajnijih rezultata, to su dva remija protiv Njemačke, jedan domaći remi protiv Engleske, te 5:1 pobjeda protiv Grčke u Helsinkiju. U konačnici, Engleska i Njemačka pokazali su se previše jakim protivnicima, te je Finska završila kao treća u skupini. Reprezentacija je ostvarila odličan učinak u kojem nije poražena kod kuće tijekom tih kvalifikacija.
U kvalifikacijama za Svjetsko prvenstvo 2006. u Njemačkoj, Finska je ostvarila katastrofalan učinak u kojem nije osvojila ni bod. Djelomično su tome razlog jaki suparnici u skupini, poput Nizozemske, Češke i Rumunjske. Izbornik Muurinen dobio je otkaz u lipnju 2005., a zamijenio ga je Jyrki Heliskoski. Međutim, ni Heliskoski nije uspio poboljšati rezultate reprezentacije.

### Kvalifikacije za SP 2010.
Bivšeg izbornika Royja Hodgsona, naslijedio je sunarodnjak Stuart Baxter, koji je potpisao ugovor do kraja kvalifikacija za Euro 2012.
U kvalifikacijama za Mundijal 2010., Finska je ostvarila malo bolji rezultat nego u kvalifikacijama za Euro 2008. U skupini s Njemačkom, Rusijom, Walesom, Azerbajdžanom i Lihtenštajnom, reprezentacija je ostvarila treće mjesto u skupini. U odlične rezultate se podrazumijeva 3:3 protiv Njemačke koja je te godine bila europski vice-prvak.
Finska kvalifikacije završava s 5 pobjeda, 3 neriješena i 2 poraza. Jedina su reprezentacija koja u svojoj skupini nije poražena od Njemačke, a u uzvratnoj utakmici protiv Nijemaca bili su blizu pobjede u sudačkoj nadoknadi.
| Momčad      | Ut. | Pob. | Ner. | Izg. | Po.G. | Pr.G. | G.Raz. | Bod. |
| ----------- | --- | ---- | ---- | ---- | ----- | ----- | ------ | ---- |
| Njemačka    | 10  | 8    | 2    | 0    | 26    | 5     | +21    | 26   |
| Rusija      | 10  | 7    | 1    | 2    | 19    | 6     | +13    | 22   |
| Finska      | 10  | 5    | 3    | 2    | 14    | 14    | 0      | 18   |
| Wales       | 10  | 4    | 0    | 6    | 9     | 12    | -3     | 12   |
| Azerbajdžan | 10  | 1    | 2    | 7    | 4     | 14    | -10    | 5    |
| Lihtenštajn | 10  | 0    | 2    | 8    | 2     | 23    | -21    | 2    |

### Sudjelovanja na SP
Finska se dosad nije uspjela plasirati na Mundijal. Iako se dosada nikad nisu plasirali na Svjetsko prvenstvo, Finska je uspjela zadržati svoje mjesto na FIFA-inoj ljestvici među TOP 50.

## Uspjesi na velikim natjecanjima
| Prvenstvo                    | Rezultat              |
| ---------------------------- | --------------------- |
| Urugvaj 1930.                | Nije sudjelovala      |
| Italija 1934.                | Nije sudjelovala      |
| Francuska 1938.              | Nije se kvalificirala |
| Brazil 1950.                 | Povukla se            |
| Švicarska 1954.              | Nije se kvalificirala |
| Švedska 1958.                | Nije se kvalificirala |
| Čile 1962.                   | Nije se kvalificirala |
| Engleska 1966.               | Nije se kvalificirala |
| Meksiko 1970.                | Nije se kvalificirala |
| SR Njemačka 1974.            | Nije se kvalificirala |
| Argentina 1978.              | Nije se kvalificirala |
| Španjolska 1982.             | Nije se kvalificirala |
| Meksiko 1986.                | Nije se kvalificirala |
| Italija 1990.                | Nije se kvalificirala |
| SAD 1994.                    | Nije se kvalificirala |
| Francuska 1998.              | Nije se kvalificirala |
| Južna Koreja i Japan 2002.   | Nije se kvalificirala |
| Njemačka 2006.               | Nije se kvalificirala |
| Južnoafrička Republika 2010. | Nije se kvalificirala |
| Brazil 2014.                 | Nije se kvalificirala |
| Rusija 2018.                 | Nije se kvalificirala |
| Katar 2022.                  | Nije se kvalificirala |

| Prvenstvo                  | Rezultat              |
| -------------------------- | --------------------- |
| Francuska 1960.            | Nije sudjelovala      |
| Španjolska 1964.           | Nije sudjelovala      |
| Italija 1968.              | Nije se kvalificirala |
| Belgija 1972.              | Nije se kvalificirala |
| Jugoslavija 1976.          | Nije se kvalificirala |
| Italija 1980.              | Nije se kvalificirala |
| Francuska 1984.            | Nije se kvalificirala |
| SR Njemačka 1988.          | Nije se kvalificirala |
| Švedska 1992.              | Nije se kvalificirala |
| Engleska 1996.             | Nije se kvalificirala |
| Belgija i Nizozemska 2000. | Nije se kvalificirala |
| Portugal 2004.             | Nije se kvalificirala |
| Austrija i Švicarska 2008. | Nije se kvalificirala |
| Poljska i Ukrajina 2012.   | Nije se kvalificirala |
| Europa 2020.               | 1. krug               |
| Njemačka 2024.             | Nije se kvalificirala |

## Trenutačni sastav
Zadnji put ažurirano: 5. lipnja 2021.
| 0#0 | Poz. | Igrač                | Datum rođenja (dob)           | Nastupi | Golovi | Klub                |
| --- | ---- | -------------------- | ----------------------------- | ------- | ------ | ------------------- |
| 1   | G    | Lukáš Hrádecký       | 24. studenoga 1989. (dob: 31) | 64      | 0      | Bayer Leverkusen    |
| 2   | B    | Paulus Arajuuri      | 15. lipnja 1988. (dob: 32)    | 50      | 3      | Pafos               |
| 3   | B    | Daniel O'Shaughnessy | 14. rujna 1994. (dob: 26)     | 10      | 0      | HJK                 |
| 4   | B    | Joona Toivio         | 10. ožujka 1988. (dob: 33)    | 72      | 3      | BK Häcken           |
| 5   | B    | Leo Väisänen         | 23. srpnja 1997. (dob: 23)    | 7       | 0      | IF Elfsborg         |
| 6   | V    | Glen Kamara          | 28. listopada 1995. (dob: 25) | 30      | 1      | Rangers             |
| 7   | V    | Robert Taylor        | 21. listopada 1994. (dob: 26) | 18      | 1      | Brann               |
| 8   | V    | Robin Lod            | 17. travnja 1993. (dob: 28)   | 42      | 4      | Minnesota United FC |
| 9   | V    | Fredrik Jensen       | 9. rujna 1997. (dob: 23)      | 17      | 7      | FC Augsburg         |
| 10  | N    | Teemu Pukki          | 29. ožujka 1990. (dob: 31)    | 90      | 30     | Norwich City        |
| 11  | V    | Rasmus Schüller      | 18. lipnja 1991. (dob: 29)    | 48      | 0      | Djurgårdens IF      |
| 12  | G    | Jesse Joronen        | 21. ožujka 1993. (dob: 28)    | 14      | 0      | Brescia             |
| 13  | V    | Pyry Soiri           | 22. rujna 1994. (dob: 26)     | 30      | 5      | Esbjerg             |
| 14  | V    | Tim Sparv (kapetan)  | 20. veljače 1987. (dob: 34)   | 81      | 1      | AEL                 |
| 15  | B    | Niko Hämäläinen      | 5. ožujka 1997. (dob: 24)     | 7       | 0      | Queens Park Rangers |
| 16  | B    | Thomas Lam           | 18. prosinca 1993. (dob: 27)  | 26      | 0      | PEC Zwolle          |
| 17  | V    | Nikolai Alho         | 12. ožujka 1993. (dob: 28)    | 11      | 0      | MTK Budapest        |
| 18  | B    | Jere Uronen          | 13. srpnja 1994. (dob: 26)    | 48      | 1      | Genk                |
| 19  | V    | Joni Kauko           | 12. srpnja 1990. (dob: 30)    | 25      | 0      | Esbjerg             |
| 20  | N    | Joel Pohjanpalo      | 13. rujna 1994. (dob: 26)     | 41      | 9      | Union Berlin        |
| 21  | N    | Lassi Lappalainen    | 24. kolovoza 1998. (dob: 22)  | 8       | 0      | CF Montréal         |
| 22  | B    | Jukka Raitala        | 15. rujna 1988. (dob: 32)     | 51      | 0      | Minnesota United FC |
| 23  | G    | Anssi Jaakkola       | 13. ožujka 1987. (dob: 34)    | 3       | 0      | Bristol Rovers      |
| 24  | V    | Onni Valakari        | 18. kolovoza 1999. (dob: 21)  | 5       | 1      | Pafos               |
| 25  | B    | Robert Ivanov        | 19. rujna 1994. (dob: 26)     | 4       | 0      | Warta Poznań        |
| 26  | N    | Marcus Forss         | 18. lipnja 1999. (dob: 21)    | 4       | 1      | Brentford           |

## Statistika

### Najviše nastupa
| #  | Ime igrača        | Karijera      | Br. nastupa | Br. golova |
| -- | ----------------- | ------------- | ----------- | ---------- |
| 1  | Jari Litmanen     | 1989. - danas | 137         | 32         |
| 2  | Sami Hyypiä       | 1992. - danas | 105         | 5          |
| 3  | Jonatan Johansson | 1996. – danas | 103         | 22         |
| 4  | Ari Hjelm         | 1983. – 1996. | 100         | 20         |
| 5  | Joonas Kolkka     | 1994. – danas | 98          | 11         |
| 6  | Erkka Petäjä      | 1983. – 1994. | 83          | 0          |
| 7  | Arto Tolsa        | 1964. – 1981. | 76          | 10         |
| 7  | Hannu Tihinen     | 1997. – 2010. | 76          | 5          |
| 9  | Toni Kuivasto     | 1997. – danas | 75          | 1          |
| 10 | Mika Nurmela      | 1992. – 2007. | 71          | 4          |

### Najviše golova
| # | Ime igrača             | Karijera      | Br. golova | Br. utakmica | Golova po utak. |
| - | ---------------------- | ------------- | ---------- | ------------ | --------------- |
| 1 | Jari Litmanen          | 1989. – danas | 32         | 137          | 0,23            |
| 2 | Jonatan Johansson      | 1996. – danas | 22         | 103          | 0,21            |
| 3 | Ari Hjelm              | 1983. – 1996. | 20         | 100          | 0,2             |
| 4 | Mikael Forssell        | 1999. – danas | 19         | 67           | 0,28            |
| 5 | Mika-Matti Paatelainen | 1963. – 1972. | 18         | 70           | 0,26            |
| 6 | Verner Eklöf           | 1919. – 1927. | 17         | 32           | 0,53            |
| 7 | Aulis Koponen          | 1924. – 1935. | 16         | 39           | 0,41            |
| 7 | Gunnar Åström          | 1923. – 1937. | 16         | 44           | 0,36            |
| 9 | William Kanerva        | 1922. – 1938. | 13         | 51           | 0,25            |
| 9 | Jorma Vaihela          | 1947. – 1954. | 13         | 33           | 0,39            |

## Popis izbornika
| Izbornik               | Reprezentativna karijera | Br. utak. | Pob. | Ner. | Izg. | % pobjeda |
| ---------------------- | ------------------------ | --------- | ---- | ---- | ---- | --------- |
| Nitko                  | 1911. – 1921.            | 17        | 6    | 2    | 9    | 35,3      |
| Jarl Öhman             | 1922.                    | 4         | 1    | 0    | 3    | 25        |
| Nitko                  | 1923. – 1935.            | 77        | 22   | 12   | 43   | 28,6      |
| Ferdinand Fabra        | 1936. – 1937.            | 8         | 1    | 1    | 6    | 12,5      |
| Nitko                  | 1937. – 1938.            | 9         | 3    | 0    | 6    | 33,3      |
| Gábor Obitz            | 1939.                    | 6         | 1    | 0    | 5    | 16,7      |
| Nitko                  | 1939. – 1943.            | 7         | 0    | 1    | 6    | 0,0       |
| Axel Mårtensson        | 1945.                    | 2         | 0    | 0    | 2    | 0,0       |
| Niilo Tammisalo        | 1946.                    | 3         | 0    | 0    | 3    | 0,0       |
| Aatos Lehtonen         | 1947. – 1955.            | 51        | 7    | 9    | 35   | 13,7      |
| Kurt Weinreich         | 1955. – 1958.            | 23        | 3    | 1    | 19   | 13,0      |
| Aatos Lehtonen         | 1959. – 1961.            | 19        | 3    | 0    | 16   | 15,8      |
| Olavi Laaksonen        | 1962. – 1974.            | 91        | 16   | 21   | 54   | 17,6      |
| Martti Kosma           | 1975.                    | 2         | 0    | 1    | 1    | 0,0       |
| Aulis Rytkönen         | 1975. – 1978.            | 30        | 8    | 4    | 18   | 26,7      |
| Esko Malm              | 1979. – 1981.            | 27        | 4    | 6    | 17   | 14,8      |
| Martti Kuusela         | 1982. – 1987.            | 53        | 9    | 11   | 33   | 17,0      |
| Jukka Vakkila          | 1988. – 1992.            | 48        | 7    | 21   | 20   | 14,6      |
| Tommy Lindholm         | 1993. – 1994.            | 25        | 5    | 7    | 13   | 20,0      |
| Jukka Ikäläinen        | 1994. – 1996.            | 21        | 7    | 4    | 10   | 33,3      |
| Richard Møller Nielsen | 1996. – 1999.            | 34        | 9    | 12   | 13   | 26,5      |
| Antti Muurinen         | 2000. – 2005.            | 72        | 34   | 12   | 26   | 47,2      |
| Jyrki Heliskoski       | 2005.                    | 6         | 2    | 2    | 2    | 33,3      |
| Roy Hodgson            | 2006. – 2007.            | 22        | 6    | 11   | 5    | 27,3      |
| Stuart Baxter          | 2008. – 2010.            | 31        | 8    | 6    | 17   | 25,8      |
| Olli Huttunen          | 2010.                    | 1         | 1    | 0    | 0    | 100,0     |
| Stuart Baxter          | 2011.                    | 2         | 0    | 1    | 1    | 0,0       |
| Mixu Paatelainen       | 2011. - danas            | 10        | 4    | 1    | 5    | 40,0      |

## Vanjske poveznice
- Službene stranice Finskog nogometnog saveza  Arhivirana inačica izvorne stranice od 7. svibnja 2012. (Wayback Machine)
- RSSSF-ova arhiva rezultata od 1911.
- RSSSF-ova arhiva o o igračima s najviše nastupa i pogodaka
- RSSSF-ova arhiva izbornika
- Stranica navijača finske reprezentacije